# غوشبيات
الغوشبيات (الاسم العلمي Phrynidae)، فصيلة عناكب من رتبة العناكب السوطية.